# Charlotte Moore Sitterly
Charlotte Emma Moore Sitterly (Ercildoun, Pensilvania; 24 de septiembre de 1898-Washington D. C.; 3 de marzo de 1990) fue una astrónomo estadounidense. Conocida por sus extensos estudios espectroscópicos del Sol y elementos químicos. Sus tablas de datos son conocidas por su fiabilidad y todavía se utilizan regularmente.

## Primeros años y educación
Charlotte Moore, hija de George W. y Elizabeth Walton Moore nació en Ercildoun, Pensilvania, un pequeño pueblo cerca de Coatesville. Su padre era Superintendente de Escuelas para el Condado de Chester y su madre era maestra de escuela. Sus padres eran cuáqueros y Charlotte era miembro de toda la vida de Fallowfield Friends Meeting.
Asistió a Swarthmore College, donde se graduó en 1920 con una licenciatura en matemáticas y pasó a Princeton para trabajar como "computadora humana".

## Carrera
Por recomendación de su profesor de matemáticas en Swarthmore, Moore obtuvo un trabajo en el observatorio de la Universidad de Princeton trabajando para el profesor Henry Norris Russell
como "computadora humana" llevando a cabo cálculos necesarios para usar placas fotográficas para determinar la posición de la Luna. Con el tiempo, mientras trabajaba para Russell, el interés de Moore en la astrofísica comenzó a florecer. Russell y Moore investigaron estrellas binarias y masa estelar, y publicaron ampliamente sobre el tema a lo largo de los años de su colaboración.
Su investigación incluyó un esfuerzo para clasificar a 2500 estrellas basadas en sus espectros.
Después de cinco años en Princeton, como parte de una colaboración continua entre Russell y grupos de investigación allí, Moore se trasladó al Observatorio del Monte Wilson donde trabajó ampliamente en espectroscopia solar, analizando las líneas espectrales del Sol y así identificando los elementos químicos
en el sol. Con sus colaboradores, analizó el espectro de las manchas solares. Sus fotos del Observatorio del Monte Wilson ayudaron a redeterminar la nueva escala internacional Ángstrom. Obtuvo un doctorado en astronomía en 1931 por la Universidad de California en Berkeley; ella no pudo estudiar en Princeton porque no aceptaban mujeres -y no lo harían durante los próximos 30 años.
Mientras trabajaba en su doctorado, ella continuó investigando espectroscopia y recopiló y analizó datos sobre el espectro de elementos químicos y moléculas. Después de obtener su doctorado, regresó a Princeton para continuar trabajando con Russell como asistente de investigación.

Una de sus contribuciones más significativas a la física fue su identificación del Tecnecio a la luz solar, el primer ejemplo de Tecnecio naturalmente existente. Se unió a la Oficina Nacional de Estándares (NBS) en 1945.
Sus tablas de espectro atómico y niveles de energía, publicados por NBS, han sido referencias esenciales en espectroscopia durante décadas. Mientras estaba allí, comenzó a investigar el espectro solar infrarrojo y los niveles de energía atómica. Más tarde en su vida, se hizo posible lanzar instrumentos en cohetes y extendió su trabajo a las líneas espectrales ultravioletas.

En 1949 se convirtió en la primera mujer elegida como asociada de la Real Sociedad Astronómica de Gran Bretaña, en honor a su trabajo en tabletas multiplets y en la identificación de la mancha solar electra.
A lo largo de su carrera fue autora y coautora de más de 100 papeles y asistió a la décima asamblea general de la Unión Astronómica Internacional sobre la Comisión Conjunta de Espectroscopia en Moscú en 1958.

Sitterly se retiró de su posición en la NBS cuando cumplió 70 años, en 1968, pero continuó su investigación en el Laboratorio de Investigación Naval.

Sitterly fue honrada por el Diario de la Optical Society of America por una edición conmemorativa en 1988.

## Vida personal
Mientras trabajaba en Princeton en la década de 1920, conoció y se casó con Bancroft W. Sitterly, otro físico, con quien finalmente se casó el 30 de mayo de 1937.

Ella continuó publicando revistas bajo su nombre de soltera porque la mayor parte de su reconocimiento estaba bajo ese nombre. Ella creía que viajar es uno de los aspectos más importantes en la vida de un científico, ya que promueve la colaboración entre científicos. Disfrutó de la jardinería, viajar y la música con su marido hasta su muerte en 1977. Continuó su investigación hasta su muerte por fallo cardíaco a la edad de 91. años.

## Honores

### Premios
- Premio Annie Jump Cannon (1937)
- Federal Woman's Award (1961)
- William F. Meggers Award de la  Optical Society of America (1972)
- Medalla Bruce (1990)

### Epónimos
- Asteroide (2110) Moore-Sitterly

## Obras
- "A Multiplet Table of Astrophysical Interest", 1933
- "The Masses of the Stars" (con Henry Norris Russell), 1940
- "The Solar Spectrum"(con Harold D. Babcock), 1947
- "Ultraviolet Multiplet Table," 1950
- "Atomic Energy Levels as Derived from the Analyses of Optical Spectra", 1958